# Eridge (Schiff)
HMS Eridge (L68) war der erste Geleitzerstörer vom Typ II der Hunt-Klasse, der im Zweiten Weltkrieg am 28. Februar 1941 an die britische Royal Navy abgeliefert wurde.
Im August 1942 wurde das Schiff im Mittelmeer schwer beschädigt. Nach Alexandria eingeschleppt wurde die Eridge nur noch als Wohnschiff genutzt und 1946 zum Abbruch verkauft.

## Geschichte des Schiffes
Das Schiff gehörte zur ersten Nachbestellung von Geleitzerstörern der Hunt-Klasse im Rahmen des ersten Kriegsbauprogramms im September 1939 unmittelbar nach dem Beginn des Zweiten Weltkriegs. Die Nachbestellung erfolgte zu einem Zeitpunkt, als von den 20 im Frieden bestellten Schiffen noch kein einziges vom Stapel gelaufen war. Die Boote dieser Bestellung wurden später alle nach dem abweichenden Typ II der Hunt-Klasse fertiggestellt, nachdem die Erfahrungen mit den ersten Schiffen der Friedensbestellung in deren Erprobung ab Ende 1939 zeigten, dass die Rümpfe der Schiffe fehlberechnet war und für die gewünschte Bewaffnung mit drei 102-mm-Zwillingsgeschützen eine größere Rumpfbreite erforderlich war.
Der Kiel des Zerstörers mit der Schiffskennung „L68“ wurde am 21. November 1939 bei Swan Hunter in Wallsend, England, gelegt, wo das Schiff am 20. August 1940 vom Stapel lief und am 28. Februar 1941 in Dienst gestellt wurde. Die Bauwerft wurde der Hauptlieferant von Schiffen der Hunt-Klasse mit 16 gelieferten Schiffen von Juni 1940 bis November 1942. Nach der Lieferung von vier Schiffen des Typs I durch die Bauwerft war die Eridge das erste fertiggestellte Boot des Typs II der Werft und der Klasse.
Im Zweiten Weltkrieg kam der Zerstörer vor allem als Eskorte von Konvois zum Einsatz und erhielt für seine Einsätze im Mittelmeer vier Battle Honours.

### Einsätze
Die Ausbildung der Schiffsbesatzung wurde bei der Home Fleet in Scapa Flow vervollständigt. Dazu kamen Sicherungseinsätze auf den nordwestlichen Zufahrtswegen zu den Britischen Inseln. Im Juni 1941 wurde der Geleitzerstörer zur 13. Zerstörerflottille in Gibraltar verlegt.
Nach Einsätzen in Konvois im Atlantik und bei Versorgungsgeleitzügen nach Malta verlegte die Eridge vom 4. August bis zum 29. September 1941 von Gibraltar um Afrika herum nach Suez. Der weitere Einsatz des Schiffes erfolgte bei der 5. Zerstörerflottille in Alexandria.
Am 20. März 1942 führte die 5. Zerstörerflottille mit der Eridge und sechs weiteren Hunt-Zerstörern in Vorbereitung eines Versorgungskonvois nach Malta ein U-Jagdunternehmen von Alexandria nach Tobruk aus, auf dem die HMS Heythrop durch das deutsche U-Boot U 652 versenkt wurde.
Die Eridge nahm etwa 40 Meilen nordöstlich von Bardia das von einem Torpedo am Heck getroffene Schwesterschiff Heythrop in den Schlepp und versuchte, es nach Tobruk zu schleppen. Am frühen Nachmittag kenterte der Havarist nach fünf Stunden im Schlepp. Bis auf 15 Mann konnte die Eridge mit Booten die Besatzung des Schwesterschiffes übernehmen.

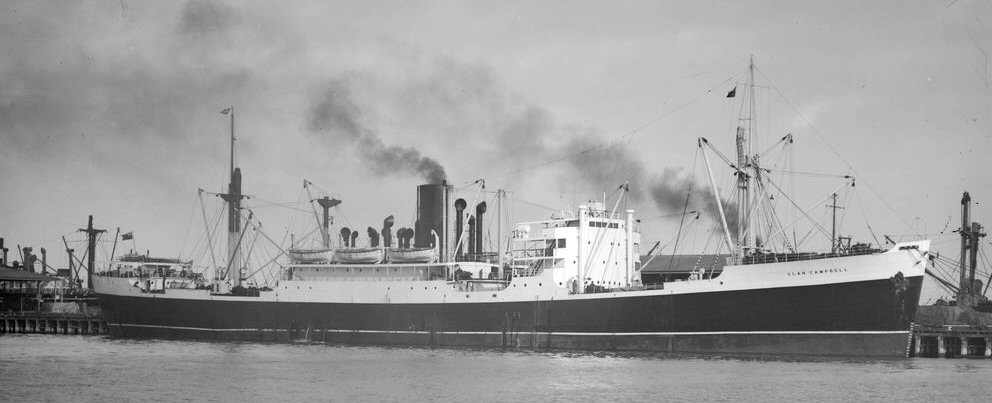
Die Clan Campbell

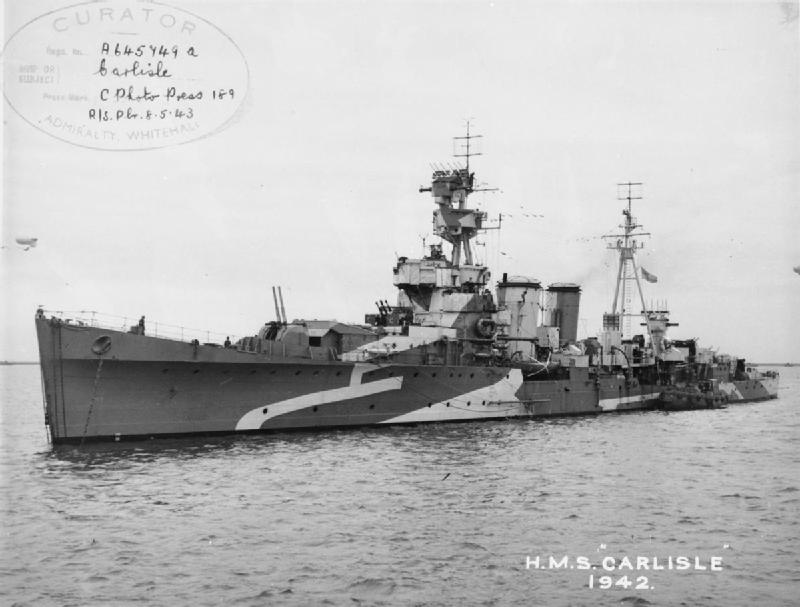
Der Flakkreuzer Carlisle

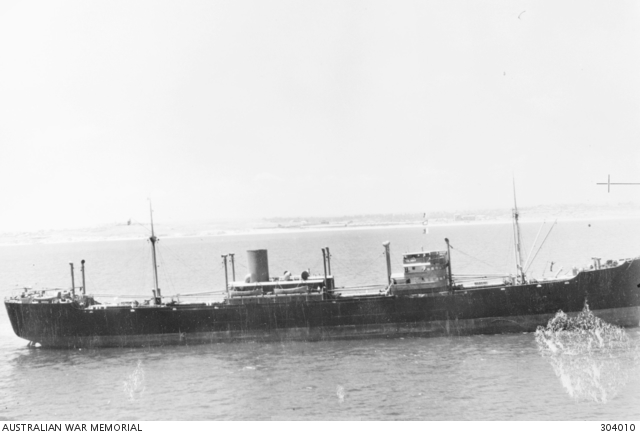
Die Talabot

Gleichzeitig fand das Zweite Seegefecht im Golf von Syrte um den Versorgungskonvoi MW 10 nach Malta statt. Da die Sicherungsverbände des Konvoi sich auf die Abwehr italienischer Überwasserkräfte konzentrierten, übernahmen die verbliebenen sechs Hunts der 5. Zerstörerflottille die Sicherung des mit dem Flakkreuzer Carlisle nach Süden ausgewichenen Konvois mit dem Versorger Breconshire (9776 BRT, u. a. mit 5.000 t Treibstoff), der Clan Campbell (7255 BRT), der Pampas (5415 BRT) und der norwegischen Talabot (6798 BRT), der massiv von Luftstreitkräften der Achsenmächte angegriffen wurde. Die Clan Campbell sank etwa 20 Meilen vor Malta nach einem Bombentreffer und die Eridge konnte in der stürmischen See und trotz der Luftangriffe noch 112 Mann von dem sinkenden Schiff retten. Die Breconshire musste schwer beschädigt auf Strand gesetzt werden und Pampas und Talabot gelangten zwar in den Hafen von La Valletta, wurden aber aus der Luft am Tag nach der Ankunft in Malta versenkt. Die getroffene Talabot wurde von ihrem Kommandanten versenkt, um eine Explosion des Schiffes im Hafen zu verhindern und die Bergung eines Teiles der Ladung zu ermöglichen. Von der Gesamtladung von 25.900 ts konnten nur 5000 ts an Land gebracht werden. Von den Sicherungsschiffen sank die Southwold kurz vor Malta nach einem Minentreffer auf einer britischen Sperre beim Versuch, die Breconshire zu unterstützen und die Avon Vale erlitt Schäden durch Nahtreffer aus der Luft. Carlisle, Eridge und drei Zerstörer der Flottille (Beaufort, Dulverton, Hurworth) liefen am 25. März wieder aus Malta aus und erreichten am 27. unbehindert wieder Alexandria.
Am 29. Mai 1942 gelang es der Eridge zusammen mit den Zerstörern Hero und Hurworth, nach 15-stündiger Verfolgungsjagd das deutsche U-Boot U 568 vor Tobruk zu versenken.
Am 11. Juli beschoss die Eridge mit der Dulverton und Hurworth Mersa Matruh.
Das Schiff wurde am 29. August 1942 auf der Position 31° 7′ N, 28° 26′ O von einem italienischen Schnellboot angegriffen, als es Stellungen der Achsenmächte bei El Daba in Ägypten beschoss. Der Treffer eines 45-cm-Torpedos machte die Eridge zu einem Wrack. Obwohl sie durch die sie begleitende HMS Aldenham nach Alexandria abgeschleppt werden konnte, lohnte sich die Reparatur nicht und sie wurde während der restlichen Kriegszeit als Wohnschiff und Ersatzteilspender für andere Hunt-Zerstörer genutzt. Im Oktober 1946 wurde die Eridge in Alexandria zum Abwracken verkauft.